# Großer Preis von Finnland 1933

Streckenlayout

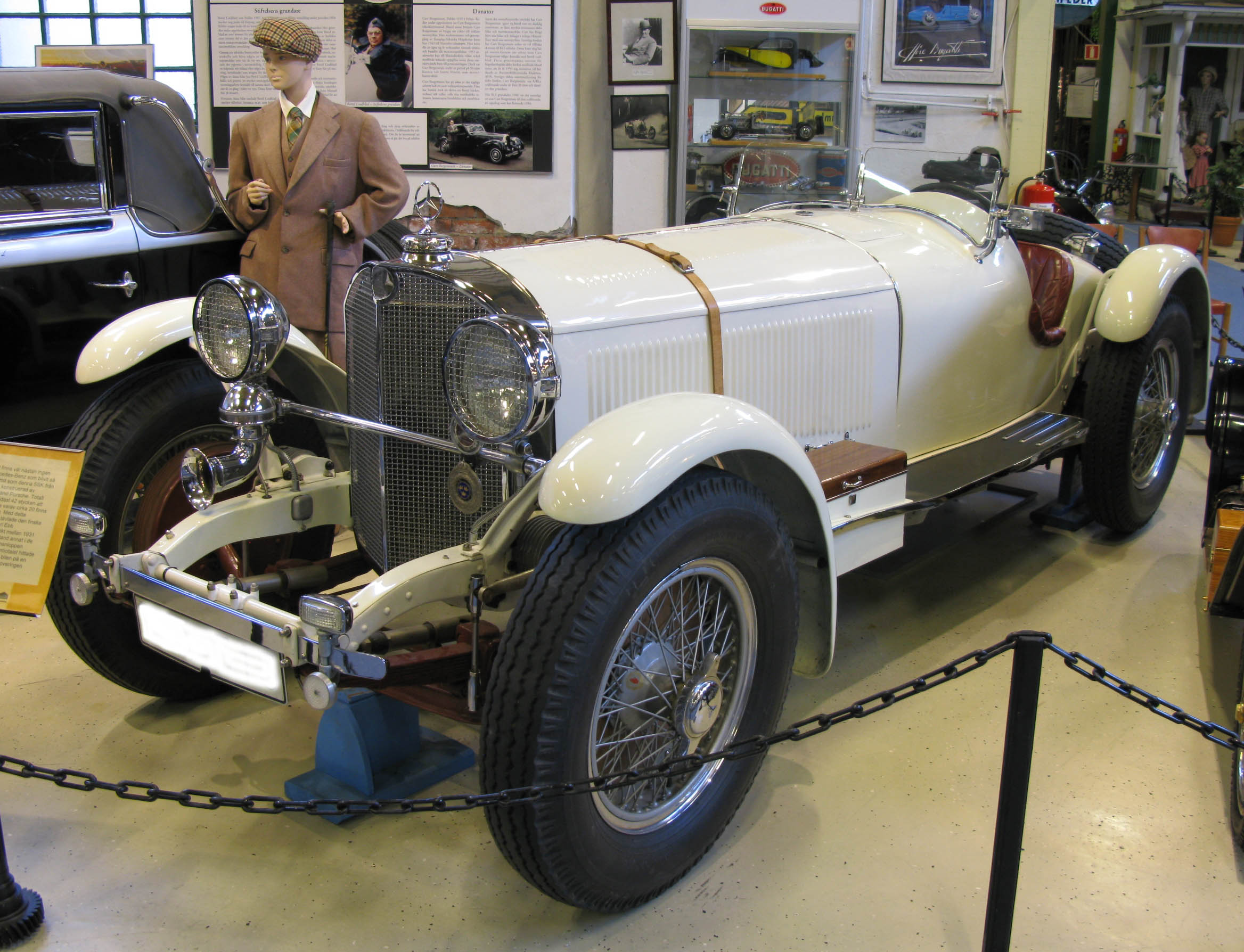
Karl Ebbs Mercedes-Benz SSK

Der Große Preis von Finnland 1933 fand am 7. Mai auf dem zwei Kilometer langen Rundkurs von Eläintarha statt. Nach dem Erfolg des ersten finnischen Grand Prix von 1932 stand schnell fest im folgenden Jahr erneut ein Rennen zu veranstalten. Organisiert wurde die Veranstaltung vom finnischen Automobilklub Suomen Automobiili Klubi und dem helsinkischen Motorsportverband Helsingin Moottorikerho. Das Rennen war mit 30.000 Finnmark dotiert.

## Rennen
Die Strecke wurde für den Rennsport optimiert und der Kurs um 34 Meter verkürzt. Die Schikane in der Nordkurve bei Nordenskiöldinkatu wurde entfernt, um höhere Geschwindigkeiten zu erreichen. Der Name des Rennens wurde von Suomen Suurajo auf Eläintarhanajot (schwedisch Djurgårdsloppet) geändert. Die Anfahrtswege für die Zuschauer wurden verbessert und neue Tribünen errichtet.
Das Training fand am Freitag statt und sollte von 12:00 Uhr bis 16:00 Uhr laufen. Die Fahrer wurden von der Rennleitung angewiesen, sich auf dem Straßenkurs an die gegebenen Verkehrsregeln zu halten, da die Absperrungen für die Zuschauer noch nicht ausreichend waren. Gegen 13:30 Uhr kam es zu einem tragischen Zwischenfall, als ein kleiner Junge vor ein Motorrad lief und von diesem tödlich getroffen wurde. Das Training wurde nach dem Unfall abgebrochen. Per Viktor Widengren hatte bis zu diesem Moment die schnellste Runde inne.
Das Qualifying am folgenden Tag konnte wegen größerer Menschenmengen auf der Strecke nicht planmäßig stattfinden. So entschloss man sich einen kurzen Sprint aus dem Stand über 300 Meter zu veranstalten. Um dieses Vorhaben umzusetzen, wurde der Sprint auf einer entlegenen Strecke ohne Zuschauer ausgetragen. Die Fahrer starteten in der Reihenfolge Sundstedt, Ebb, Bennström, Jaakkola, Bjørnstad, Dahlin, Widengren und Johansson. Wallenius konnte wegen technischer Probleme seinen Ford nicht rechtzeitig zum Start anlassen und fuhr das Qualifying als letzter. Zwar konnte er die drittschnellste Zeit erringen, die Rennleitung setzte ihn wegen der Verspätung jedoch disqualifiziert und auf den letzten Startplatz versetzt. Sundstedt wurde wegen Abwürgens des Motors beim ersten Versuch ebenfalls rückversetzt auf den vorletzten Platz. Keinänen konnte am Sprint wegen eines Motorschadens aus dem Training nicht teilnehmen. Die Pole-Position sicherte sich Mercedes-Benz-Pilot Karl Ebb.
Zum Rennen fanden sich etwa 43.000 Zuschauer an der Strecke ein. Nach dem Senken der Startflagge konnte sich Ebb schnell von Dahlin entfernen. Bei dem Alfa Romeo des Norwegers Bjørnstad versagte die Zündung und er blieb am Start stehen. Widengren, von Platz fünf gestartet, erwische einen schwachen Start, konnte sich aber schnell auf den vierten Platz vorkämpfen und war nach kurzer Zeit bereits Zweiter. Nach der dritten Runde musste der Führende Ebb an die Box fahren, da sein Motor zu qualmen begann. Seine Mechaniker hatten vor dem Start seinen Kühler mit einer Zeitung abgedeckt und vergessen diese beim Start wieder zu entfernen. Als Ebb sein Rennen wieder aufnahm, war er vom ersten auf den achten Platz durchgereicht worden. Die Führung übernahm Widengren und hatte nach der fünften Runde bereits 24 Sekunden Vorsprung auf Keinänen und über eine halbe Minute auf das Hauptfeld. Ebb fand schnell wieder Anschluss an das Feld kam jedoch zunächst nicht vorbei. In der sechsten Runde wurde Ebb dann von Widengren überrundet. Etwa zur Mitte des Rennens fiel Bennström vom dritten Platz zurück und wurde von Wallenius, Johansson und Ebb überholt. Letzterer überholte dann auch die anderen beiden und kämpfte sich auf den dritten Platz vor. Der Führende Widengren setzte dazu an das Feld zum zweiten Mal zu überrunden, kam aber nicht schnell am Feld vorbei und verlor dabei viel Zeit. Wallenius schied in der 35. Runde mit Motorschaden aus. Auch Keinänen blieb in derselben Runde mit einer defekten Benzinleitung liegen. Dahlin wurde wegen gefährlichen Fahrens nach einem Zwischenfall zwischen ihm und Sundstedt mit der schwarzen Flagge disqualifiziert. Neun Runden vor Schluss schied Widengren führen mit Pleuelschaden aus. Ebb übernahm die Führung und baute seinen Vorsprung bis ins Ziel auf 48 Sekunden aus. Zweiter wurde Johansson vor Bennström. Für Ebb sollte es der erste von vier Grand-Prix-Siegen sein.

## Ergebnisse

### Meldeliste
| Team                  | Nr. | Fahrer                | Chassis           | Motor                                | Reifen |
| --------------------- | --- | --------------------- | ----------------- | ------------------------------------ | ------ |
| Karl Ebb              | 01  | Karl Ebb              | Mercedes-Benz SSK | Mercedes-Benz M06 7.1L I6 Kompressor | GD     |
| Sulo Paavo Keinänen   | 02  | Sulo Paavo Keinänen   | Chrysler Spezial  | Chrysler 5.1L I6                     |        |
| Eugen Bjørnstad       | 03  | Eugen Bjørnstad       | Alfa Romeo Monza  | Alfa Romeo 2.3L I8 Kompressor        |        |
| Knut Gustaf Sundstedt | 04  | Knut Gustaf Sundstedt | Bugatti T35B      | Bugatti 2.3L I8 Kompressor           |        |
| Börje Dahlin          | 05  | Börje Dahlin          | Mercedes-Benz SSK | Mercedes-Benz M06 7.1L I6 Kompressor | GD     |
| Asser Wallenius       | 06  | Asser Wallenius       | Ford Spezial      | Ford 3.6L V8                         |        |
| Per Viktor Widengren  | 07  | Per Viktor Widengren  | Alfa Romeo Monza  | Alfa Romeo 2.3L I8 Kompressor        |        |
| Sven Olof Bennström   | 08  | Sven Olof Bennström   | Ford Spezial      | Ford 3.6L V8                         |        |
| Carl-Gustaf Johansson | 09  | Carl-Gustaf Johansson | Ford Spezial      | Ford 3.6L V8                         |        |
| Niilo Jaakkola        | 10  | Niilo Jaakkola        | Reo Spezial       | Ford 3.6L V8                         |        |

### Rennergebnis
| Pos. | Fahrer                | Konstrukteur | Runden | Stopps | Zeit        | Start | Schnellste Runde | Ausfallgrund                               |
| ---- | --------------------- | ------------ | ------ | ------ | ----------- | ----- | ---------------- | ------------------------------------------ |
| 01   | Karl Ebb              | Mercedes     | 50     |        | 1:03:18,700 | 1     |                  |                                            |
| 02   | Carl-Gustaf Johansson | Ford         | 50     |        | + 48,000    | 4     |                  |                                            |
| 03   | Sven Olof Bennström   | Ford         | 50     |        | + 1:28,000  | 3     |                  |                                            |
| 04   | Knut Gustaf Sundstedt | Bugatti      | 50     |        | + 2:00,900  | 9     |                  |                                            |
| 05   | Niilo Jaakkola        | Reo          | 50     |        | + 4:32,300  | 7     |                  |                                            |
| —    | Per Viktor Widengren  | Alfa Romeo   | 41     |        | DNF         | 5     | 1:09,000         | defekte Pleuelstange                       |
| —    | Asser Wallenius       | Ford         | 39     |        | DNF         | 10    |                  | Motorschaden nach Kühlerleck               |
| —    | Sulo Paavo Keinänen   | Chrysler     | 35     |        | DNF         | 8     |                  | verstopfte Treibstoffleitung               |
| —    | Börje Dahlin          | Mercedes     | 29     |        | DSQ         | 2     |                  | wegen gefährlichem Fahrens disqualifiziert |
| —    | Eugen Bjørnstad       | Alfa Romeo   | 29     |        | DNF         | 3     |                  | defekter Magnetzünder                      |